# يويشي كوموري
يويشي كوموري (باليابانية: 小森陽一؛ بالكانا: こもり よういち) هو ناقد أدبي وبروفيسور وشاعر ياباني، ولد في 14 مايو 1953 في طوكيو في اليابان.